# Вулиця Вересаєва (Донецьк)
Ву́лиця Вереса́єва — вулиця в Донецьку. Розташована між вулицею Бринька та лісосмугою.

## Історія
Вулиця названа на честь російського радянського письменника Вікентія Вересаєва.

## Опис
Вулиця Вересаєва знаходиться у Петровському районі, на територіях мікрорайону «Мандрикіне». Починається від лісосмуги і завершується вулицею Бринько. Довжина вулиці становить близько кілометра.